# Fujieda

Fujieda (藤枝市 Fujieda-shi?) este un municipiu din Japonia, prefectura Shizuoka.

## Legături externe
Materiale media legate de municipiul Fujiera la Wikimedia Commons